# Komponując siebie
Komponując siebie – drugi album studyjny polskiej piosenkarki Sylwii Grzeszczak, wydany 11 czerwca 2013 roku przez wytwórnię płytową EMI Music Poland. Album zawiera 13 utworów. Płytę promowały piosenki „Flirt”, „Pożyczony”, „Księżniczka”, „Nowy ty, nowa ja” i „Kiedy tylko spojrzę”.
Nagrania dotarły do 2. miejsca polskiej listy przebojów – OLiS, a album osiągnął status potrójnie platynowej płyty.

## Piosenkarka o albumie
„To, co znajduje się wewnątrz tej płyty, jest dokładnie moim życiem. Moją analizą świata którą później przenoszę do studia na dźwięki, na muzę którą kocham! Każdego dnia komponuję siebie. Raz jestem szalona a raz zupełnie spokojna. Ta mieszanka emocji wpłynęła na skomponowanie przeróżnych utworów... 'Komponując siebie' jest płytą wyprodukowaną na ten czas, na tę chwilę, tak jak czułam to najlepiej. Piosenki były wymyślane spontanicznie w różnych okolicznościach tak jak na poprzednich płytach, ale myślę, że ten album jest bardziej przemyślany niż poprzednie. Znajduje się na nim 13 utworów z czego 12 to moje kompozycje. Nowością jest przemycenie w jednym z utworów klimatu japońskiego, można znaleźć też piosenkę w której śpiewam operowo. Na pewno włożyłam w ten album dużo serducha i mam nadzieję, że to będzie słychać”.

## Lista utworów
Opracowano na podstawie materiału źródłowego.
| Nr  | Tytuł utworu          | Słowa             | Muzyka                             | Długość |
| --- | --------------------- | ----------------- | ---------------------------------- | ------- |
| 1.  | „Księżniczka”         | Marcin Piotrowski | Sylwia Grzeszczak                  | 3:04    |
| 2.  | „Flirt”               | Marcin Piotrowski | Sylwia Grzeszczak                  | 3:27    |
| 3.  | „Schody”              | Marcin Piotrowski | Sylwia Grzeszczak                  | 3:32    |
| 4.  | „Pożyczony”           | Marcin Piotrowski | Sylwia Grzeszczak                  | 3:19    |
| 5.  | „Hotel chwil”         | Marcin Piotrowski | Sylwia Grzeszczak                  | 3:36    |
| 6.  | „Zaćmienie”           | Maria Sadowska    | Sylwia Grzeszczak                  | 4:18    |
| 7.  | „Ucieknijmy stąd”     | Karolina Kozak    | Sylwia Grzeszczak                  | 3:56    |
| 8.  | „Własny wzór”         | Marcin Piotrowski | Sylwia Grzeszczak                  | 3:09    |
| 9.  | „Nowy ty, nowa ja”    | Marcin Piotrowski | Sylwia Grzeszczak                  | 3:34    |
| 10. | „Zdobywamy”           | Marcin Piotrowski | Sylwia Grzeszczak                  | 3:16    |
| 11. | „Flagi serc”          | Marcin Piotrowski | Bartosz Zielony, Sylwia Grzeszczak | 3:40    |
| 12. | „Młody bóg”           | Marcin Piotrowski | Sylwia Grzeszczak                  | 2:47    |
| 13. | „Kiedy tylko spojrzę” | Marcin Piotrowski | Sylwia Grzeszczak                  | 4:01    |
|     |                       |                   |                                    | 45:39   |

## Twórcy
Opracowano na podstawie materiału źródłowego.
| - Sylwia Grzeszczak – wokal prowadzący, wokal wspierający, instrumenty klawiszowe, aranżacje, produkcja muzyczna - Karol Mańk, Karolina Ryciak, Katarzyna Brauła – oprawa graficzna - Bartosz „Tabb” Zielony – produkcja muzyczna, inżynieria dźwięku, programowanie, aranżacje - Viktor Rakonczai – produkcja muzyczna, programowanie, miksowanie, aranżacje - Kuba Mańkowski – inżynieria dźwięku, aranżacje, gitara - Grzegorz Kopala – inżynieria dźwięku, gitara - Bogumił „Boogie” Romanowski – instrumenty perkusyjne, aranżacje - Krzysztof „Brainfreezer” Spychała, Olek Świerkot – inżynieria dźwięku - Katarzyna Chrzanowska, Łukasz Bartoszak – producent wykonawczy |  | - Fusion Strings - Ania Górecka, Paweł Futyma – skrzypce - Paweł Rychlik – altówka - Michał Świstak – wiolonczela - Karol Serek – puzon - Ula Pietz – skrzypce - Miklos Malek – mastering - Kajus W. Pyrz – zdjęcia |